# M/S Trelleborg (1981)
M/S Trelleborg är en tågfärja som trafikerade linjen Trelleborg–Sassnitz (Mukran) fram till 2014 för rederiet Stena Line. Hemmahamn var Trelleborgs hamn, som också givit fartyget dess namn. Trelleborg byggdes 1981 av Öresundsvarvet för SJ Färjetrafik, och var under de första åren i trafik världens största kombinerade bil-, järnvägs- och passagerarfärja.
Stena Line tog Trelleborg ur trafik på sträckan Trelleborg - Sassnitz 1 oktober 2014 på grund av nya regler för svavelhalter i bränsle som trädde i kraft 2015 och som innebar kraftigt ökade bränslekostnader. Färjan var kvar i Stena Lines ägo till år 2016, men stationerades i Rostock för att kunna tas i trafik om behov uppstår.
Mellan år 2015 och 2016 låg fartyget i Uddevalla. 
Från år 2016 och ett par år framåt trafikerade fartyget Bandar Abbas över till Dubai. Trafiken kördes ungefär tre gånger i veckan. Man tog inga bilar och ingen last, endast passagerare. Sedan en tid ligger fartyget upplagt för ankar utanför Bandar Abbas. Fartygets framtida öde är okänt.